# Схема выделения
Схема аксиом выделения является частью аксиоматики Цермело-Френкеля теории множеств. Схема аксиом не является отдельной аксиомой, а является правилом составления аксиом.
Схема аксиом выделения утверждает возможность построения (другими словами, существование) множества {\displaystyle Y} по заданному произвольному множеству {\displaystyle X} и произвольной формуле (одноместному предикату) {\displaystyle \varphi (t)} следующим образом: элементами {\displaystyle y} множества {\displaystyle Y} являются в точности те элементы {\displaystyle a} множества {\displaystyle X}, для которых истинна формула {\displaystyle \varphi (a)} (при этом говорят, что {\displaystyle a} обладает свойством {\displaystyle \varphi (a)}). Построенное множество обозначается следующим образом: {{\displaystyle {y\in X:\varphi (y)}}}.
Значение схемы аксиом усматривается в отказе от идеи, что формула {\displaystyle \varphi (t)} сама по себе определяет множество элементов {\displaystyle t}, удовлетворяющих формуле {\displaystyle \varphi }. Взамен утверждается, что формула {\displaystyle \varphi (t)} определяет множество элементов {\displaystyle t}, удовлетворяющих формуле {\displaystyle \varphi }, лишь при условии, что указанные элементы {\displaystyle t} уже являлись элементами некоторого ранее построенного множества.
Используя схему аксиом выделения и аксиому существования можно показать, что существует пустое множество. Для этого возьмём в качестве {\displaystyle \varphi (t)} формулу {\displaystyle \neg (t=t)}.